# Hayes Fisher (1er baron Downham)
Pour les articles homonymes, voir Fisher et Downham (homonymie).
William Hayes Fisher (1853 - 2 juillet 1920) est un homme politique du Parti conservateur britannique. Il occupe le poste de président du conseil d'administration locale et ministre de l'information au sein du gouvernement de coalition de la Première Guerre mondiale de David Lloyd George.

## Jeunesse et éducation
Né à Downham (maintenant connu sous le nom de « Little Downham ») dans l'île d'Ely, dans le Cambridgeshire, il est le fils du révérend Frederick Fisher, recteur de cette paroisse, et de Mary, fille de William Hayes. Il fait ses études à Haileybury et à l'University College d'Oxford et est admis au Barreau à Inner Temple en 1879.

## Carrière politique
Il est élu à la Chambre des communes pour Fulham en 1885, un siège qu'il occupe jusqu'en 1906 . Il est le secrétaire privé Michael Hicks Beach entre 1886 et 1887 et d'Arthur Balfour entre 1887 et 1892 (qui ont tous deux été Secrétaire en chef pour l'Irlande à l'époque). En 1896, il est nommé Lords du Trésor (whip du gouvernement) dans l'administration conservatrice de Lord Salisbury, poste qu'il occupe jusqu'en août 1902, puis sous la direction d'Arthur Balfour en tant que secrétaire financier du Trésor du 11 août 1902 à avril 1903, lorsqu'il démissionne en raison de ses liens avec un syndicat financier  . Il perd son siège de Fulham aux élections générales de 1906 mais le récupère avec succès aux élections générales de janvier 1910 . L'année suivante, il est admis au Conseil privé.
Fisher est retourné au gouvernement en tant que secrétaire parlementaire du Local Government Board en mai 1915 dans le gouvernement de coalition nouvellement formé dirigé par Herbert Henry Asquith. Il conserve ce poste également lorsque David Lloyd George devient Premier ministre en décembre 1916, mais en juin 1917, il est promu président du Local Government Board avec un siège au cabinet. En novembre 1918, il est nommé Chancelier du duché de Lancastre et ministre de l'information, et quelques jours plus tard, il est élevé à la pairie en tant que baron Downham, de Fulham, dans le comté de Londres. Cependant, il démissionne du gouvernement dès janvier 1919. Outre sa carrière dans la politique nationale, Fisher est échevin du London County Council entre 1907 et 1913 et son président en 1919.

## Famille
Lord Downham épouse Florence, fille de H. Fisher, en 1895. Ils ont une fille, l'hon. Rachel Fisher.
Il décède au Buckingham Palace Garden, à Londres, en juillet 1920, et la baronnie disparaît. Lady Downham décède en août 1923.